# Gerrit Rietveld
Gerrit Thomas Rietveld (Utrecht, 24 juni 1888 – aldaar, 25 juni 1964) was een Nederlands architect en meubelontwerper. Hij maakte ook grafisch werk, onder meer affiches en omslagen voor tijdschriften, waaronder een voor De Gemeenschap in 1925. Hij is vooral bekend als lid van De Stijl en als pionier van het nieuwe bouwen.

## Jeugd en opleiding
Gerrit Thomas Rietveld werd op 24 juni 1888 in Utrecht geboren als kind van Johannes Cornelis Rietveld en Elisabeth van der Horst.
Rietveld leerde het vak van meubelmaker in de werkplaats van zijn vader aan de Poortstraat 98 te Utrecht, waar hij na de lagere school aan de slag ging. Hij verafschuwde de traditionele, massieve meubelen die daar werden gemaakt en werkte enige tijd als ontwerper in de werkplaats van de juwelier Carel Begeer. Tussen 1904 en 1908 volgde hij 's avonds lessen bij de architect Piet Klaarhamer en bij 'Het Kunstindustrieel Onderwijs der Vereeniging van "Het Utrechtsch Museum van Kunstnijverheid te Utrecht"'. Hij kreeg technisch tekenen, stijl- en ornamentleer van de directeur, architect P.J. Houtzagers. Andere docenten waren Leo Kamman en Tiete van der Laars. Een tweede cursus bij Klaarhamer vond mogelijk rond 1910 plaats. In 1917 opende hij zijn eigen meubelmakerij aan de Adriaen van Ostadelaan 25 (nu 93).

## Huwelijk
Op 28 september 1911 trouwde Rietveld met de verpleegster Vrouwgien Hadders (1883-1957). Het echtpaar kreeg zes kinderen, vier zoons en twee dochters onder wie de kunstschilderes Bep Rietveld, de architect Jan Rietveld, de meubelontwerper Gerrit Rietveld jr. en de ontwerper Wim Rietveld. Tussen Rietveld en zijn vrouw trad geleidelijk een verwijdering op, deels door zijn uittreden uit de gereformeerde kerk. Nadat hij in 1924 Truus Schröder-Schräder had leren kennen, een binnenhuisarchitecte en weduwe van een advocaat, die hem de opdracht gaf een huis voor haar gezin te bouwen (het latere Rietveld Schröderhuis), ontwikkelde zich met haar een levenslange intieme relatie en een vruchtbare samenwerking op het gebied van architectuur en woninginrichting. Van 1924 tot 1933 was zijn architectenbureau gevestigd in het Rietveld Schröderhuis. Diverse projecten uit deze periode staan op naam van Schröder en Rietveld, zoals de slaapkamer en de woonkamer voor het echtpaar Harrenstein.

## De Stijl
Mogelijk via Klaarhamer nam Rietveld kennis van moderne ontwerpers als Berlage en Frank Lloyd Wright. Omstreeks 1918 begon hij mogelijk onder invloed van hen experimentele meubels te maken, waaronder de voorloper van de wereldberoemde Rood-blauwe stoel, een ingekleurde lattenleunstoel. Hoewel Rietveld de meubelen zelf nadrukkelijk als experimenten zag – de eerste Rood-blauwe stoel zou hij voor zichzelf ontworpen hebben – adviseerde zijn vriend Robert van 't Hoff hem om contact te zoeken met het pas door Theo van Doesburg opgerichte tijdschrift voor moderne kunst De Stijl. In juli publiceerde Theo van Doesburg, de hoofdredacteur, een kinderstoel van Rietveld in De Stijl en in september volgde de lattenleunstoel.
Rietvelds eerste experimentele meubels waren nog onbeschilderd. Door ook meubels te ontwerpen voor zijn zes kinderen en voor de kinderen van opdrachtgevers, kon hij zich meer vrijheid veroorloven. Het waren juist deze kindermeubels die hij als eerste van kleur voorzag. Zijn hoge kinderstoel uit 1918 liet hij groen schilderen en voorzag hij van rode leren banden, terwijl hij zijn kinderkruiwagen en bolderkar omstreeks 1923 voor het eerst van de voor De Stijl kenmerkende primaire kleuren voorzag, niet lang daarna gevolgd door zijn Rood-blauwe stoel.
Zijn meubels waren niet alleen modern van uiterlijk, maar ook goedkoop en eenvoudig te produceren, zodat het werk van de uitvoerende ambachtsman aanzienlijk werd vergemakkelijkt. Toch had Rietveld niet de behoefte de smaak van de gewone man te veranderen. Toen architect en De Stijl-lid Oud in 1919 een modelwoning in een door hem ontworpen woningbouwcomplex in Spangen inrichtte met meubels van Rietveld, schreef hij Oud:

Maar laten wij toch niet zeggen, dat we werken om het volk te bevredigen, want bij het volk is er geen behoefte naar. Men is over het algemeen nog niet verder, dan juist iets aparts te hebben.
— Brief aan Oud, januari 1920.

Later maakte hij deel uit van de stroming van de nieuwe zakelijkheid. In 1919 werd hij zelfstandig ontwerper en meubelmaker, toen hij zijn bedrijf opende in Utrecht.
Het Rietveld Schröderhuis ontwierp Rietveld in 1924 in nauwe samenwerking met de enige permanente bewoner van het huis, de binnenhuisarchitecte Truus Schröder-Schräder. Het huis staat aan de Prins Hendriklaan in Utrecht (nummer 50) en maakt samen met een woning in de naastgelegen rij huizen aan de Erasmuslaan deel uit van het Centraal Museum.

## Nieuwe bouwen
Omstreeks 1930 sloot Rietveld zich aan bij het nieuwe bouwen, de Nederlandse variant van de internationale stijl. Hij ontwierp in 1930-1932 een rij arbeiderswoningen in de Wiener Werkbundsiedlung in Wenen en in 1934 in samenwerking met Truus Schröder een rij huizen aan de Erasmuslaan in Utrecht. In die periode werkte hij vanuit een atelier aan de Oude Gracht te Utrecht, samen met Otto van Rees en Ries Mulder.
Tijdens de oorlog bleef Rietveld ontwerpen maken in de illegaliteit: hij had zich niet bij de Kultuurkamer aangemeld, en mocht dus officieel vanaf 1942 niet langer zijn beroep uitoefenen. In datzelfde jaar ontwierp hij een uit één stuk geperste kunststof stoel.
Na een moeilijke tijd zonder veel aandacht werd De Stijl in de jaren vijftig weer populair, en dit leverde Rietveld werk op in de vorm van opdrachten voor overheidsgebouwen en woningbouw, zoals in de kampenbuurt in Rotterdam. In 1954 werkte hij samen met Constant Nieuwenhuijs aan een ontwerp voor een modelwoning voor warenhuis de Bijenkorf. In 1955 ontwierp Rietveld een kleurenschema voor de cabine van de Fokker F27. Hoewel de Fokker-directie zeer enthousiast was, werd het niet uitgevoerd.
In 1961 richtte hij samen met Joan van Dillen en Johan van Tricht het architectenbureau Rietveld Van Dillen Van Tricht op.
Rietveld studeerde enige tijd kunstgeschiedenis bij Willem Vogelsang aan het Kunsthistorisch Instituut te Utrecht en ontving in 1964 een eredoctoraat van de TH Delft.

## Laatste rustplaats
Rietveld ligt begraven op Begraafplaats Soestbergen. Op zijn graf staat een strak vormgegeven granieten steen met daarop de tekst: Dr. G. Th. Rietveld, 1888 1964, weduwnaar van Vrouwgien Hadders. Zij ligt er echter niet. Haar graf in Hilversum was al eerder geruimd. Rietveld werd oorspronkelijk begraven in Bilthoven op begraafplaats Den en Rust. Daar deelde hij het graf met zijn minnares Truus Schröder. Op verzoek van zijn dochters werd Rietveld in januari 1995 herbegraven op Soestbergen en werd de naam van zijn vrouw op de steen gezet.

## Werk

### Publicaties
- "Aanteekening bij kinderstoel (Bijlage No. XVIII)", De Stijl, 2e jaargang, nummer 9 (juli 1919): p. 102.[3]

### Meubels
Rietveld heeft een aantal bekende meubelen gemaakt. Zo is er de Rood-blauwe stoel uit 1918, en de Zigzagstoel uit 1932. Hij maakte ook een aantal buismeubelen. Bij zijn meubelen gebruikte Rietveld de cartesiaanse knoop.
Overige meubelontwerpen van Rietveld zijn:
- Kinderstoel (1918)[4]
- Dressoir (ca. 1919)[5]
- Armstoel (ca. 1919)
- Kinder-kruiwagen (1923), beschilderd hout. Circa 30 × 81 × 38 cm. Amsterdam, Stedelijk Museum.
- Militaire stoel (1923)[6]
- Berlijnse stoel (1923), multiplex; beukenhout. Ontworpen voor de 'Juryfreie Kunstschau' van 1923 in Berlijn, mogelijk alleen als maquette tentoongesteld. In Centraal Museum Utrecht[7][8]
- Krat-stoel (1934), hout. Circa 60 × 62 × 65 cm. Stedelijk Museum Amsterdam
- Utrechtse stoel (1935)[9][10]
- Lage stoel of Deense stoel (1946-1950/52), gebogen hout. Prototype met ijzer en gebogen hout in Centraal Museum Utrecht[11][12][13]
- Mondial-stoel (1957)[14][15][16]
- Press Room Chair (1958), niet uitgevoerd. In 2014 in productie genomen door Spectrum, in een iets aangepaste uitvoering.[17]
- Steltmanstoel (1963), lederen versie ontworpen door Rietveld; de (eiken)houten versie werd postuum gemaakt in 1964, door Rietvelds voormalig medewerker Gerard A. van de Groenekan, deze versie werd beroemder.[18][19][20][21]
- Fauteuil voor Metz & Co (1942), uitgevoerd als prototype (in privé collectie) In 2017 in productie genomen door Rietveld Originals. Tekening in Rietveld Shröderarchief, Centraal Museum Utrecht.

Veel van de meubelen maken deel uit van de collectie van het Centraal Museum in Utrecht. Ook het Rijksmuseum Amsterdam en het Drents Museum hebben werk van Rietveld in de collectie. De Rood-blauwe stoel is ook te vinden in het Rietveld Schröderhuis. Hij staat daar op de bovenverdieping
Een deel van de meubelen zou in mei 2008 tentoongesteld worden in de faculteit bouwkunde van de TU Delft, toen er een grote brand uitbrak. De stoelen die op dat moment aanwezig waren hebben de brand overleefd.
Een van zijn navolgers was Ko Verzuu (1901-1971) met zijn houten speelgoed in de Rietveld-stijl gemaakt voor de ADO werkplaatsen in Bilthoven in de jaren 1933-1951.

#### Fotogalerij meubels

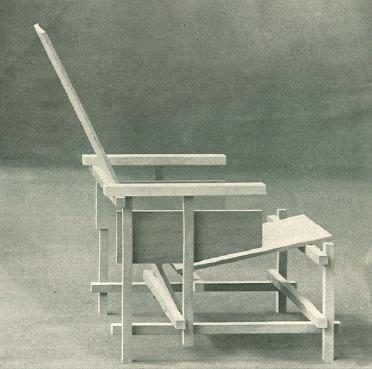
Prototype Rood-blauwe stoel (ca. 1918)
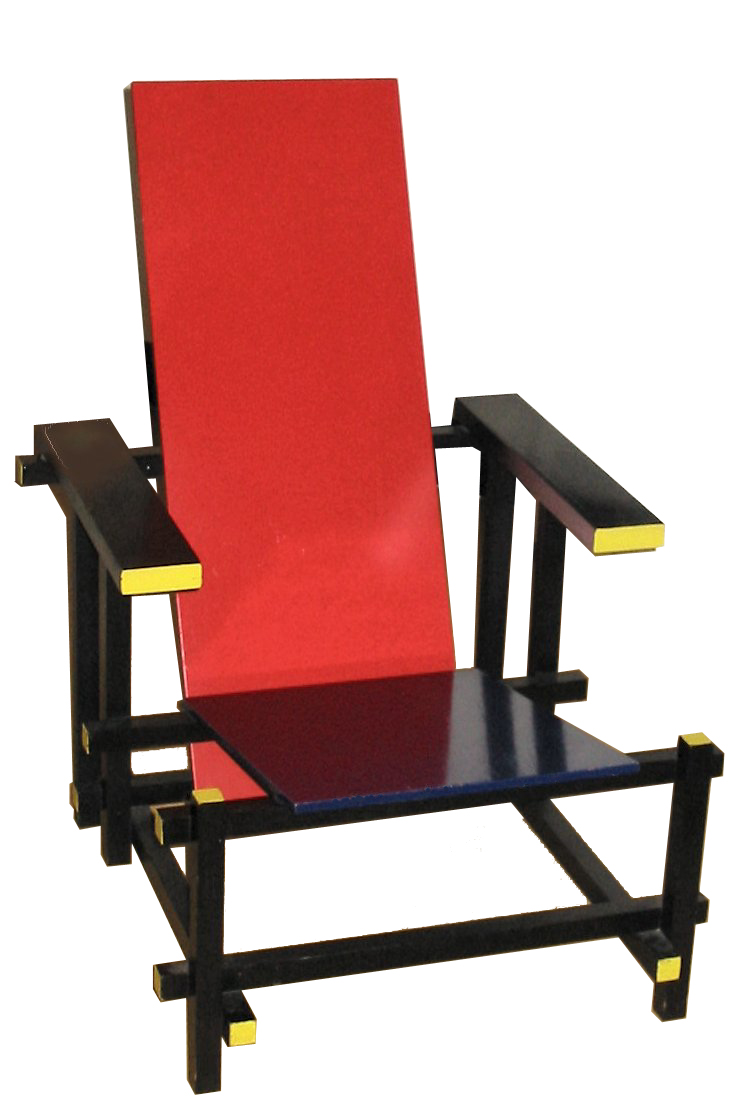
Rood-blauwe stoel (1918)
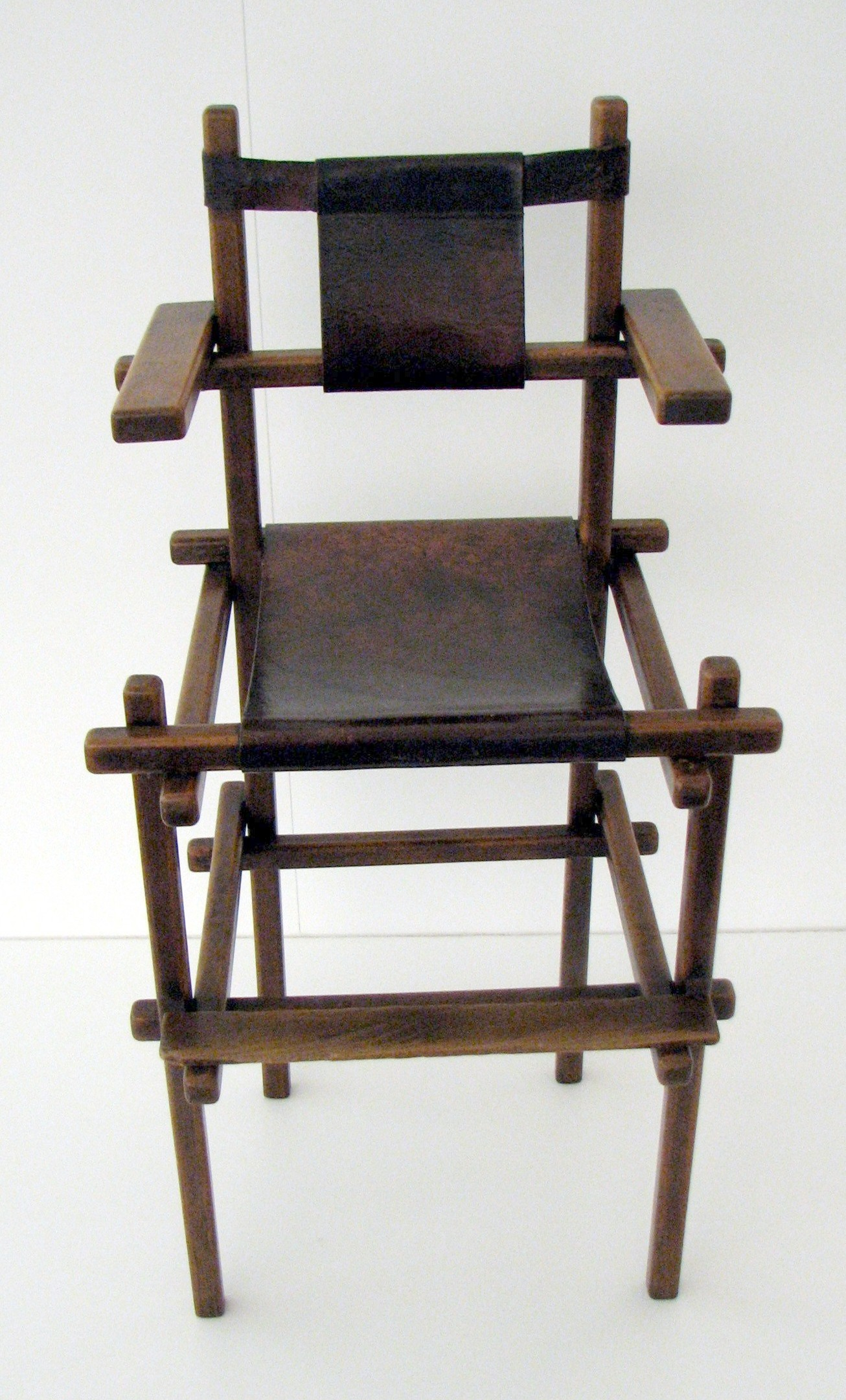
Kinderstoel (1919), G. van de Groenekan (uitvoering), coll. Pinakothek der Moderne, München
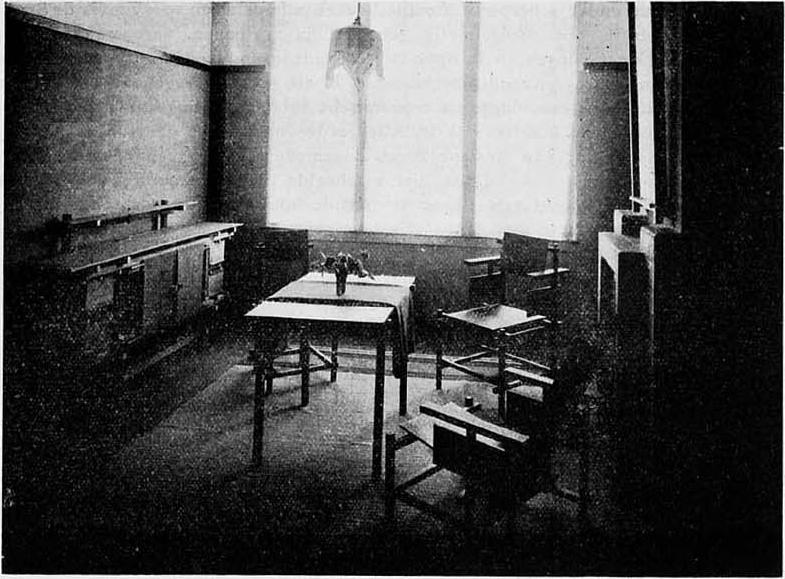
J.J.P. Oud (architectuur), G. Rietveld (meubels), Modelwoning, Rotterdam Spangen (1920)
Krat-stoel (1934)
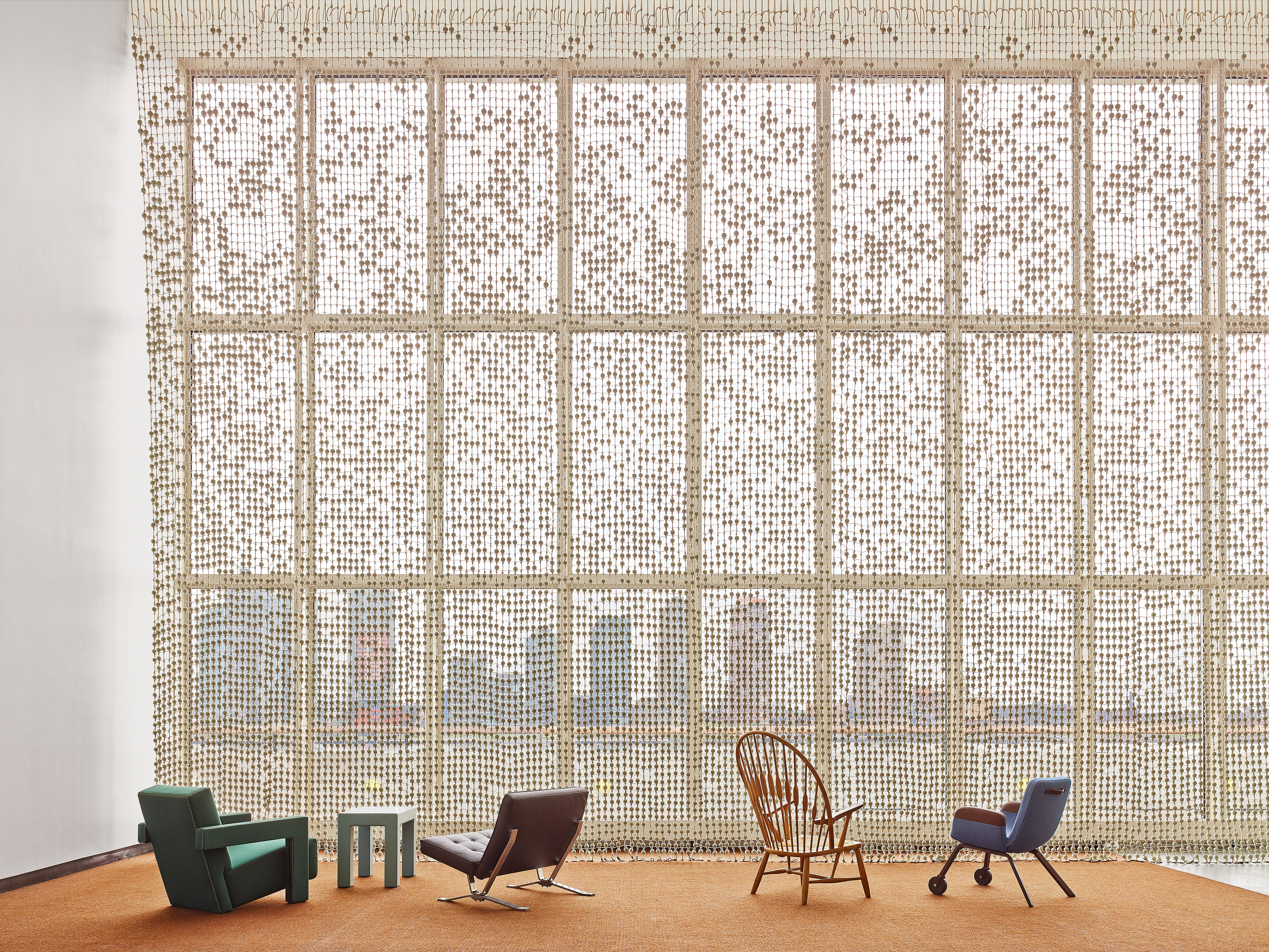
Utrechtse stoel (1935, uiterst links) Hoofdkwartier van de Verenigde Naties, New York
- Polygoonjournaal 1964: Rietveld eredoctor 
T.H. Delft

### Architectuur
- Etalage Goud- en Zilversmidscompagnie, Kalverstraat 107, Amsterdam (1921);
- Rietveld Schröderhuis, Utrecht (1924);
- Garage met chauffeurswoning te Utrecht (1927-1928);
- Twee woonblokken aan de Erasmuslaan te Utrecht (1930-1934);
- Een woonblok aan de Robert Schumannstraat te Utrecht (1932);
- Een muziekschool annex 2 appartementen te Zeist (1932);
- Woonhuis Nuyens, Breda (1932-1933);
- Woonhuis Klep, Breda (1933);
- Villa Hildebrand, Blaricum (1933);
- Zomerhuis  'De Braamakkers'  voor prof. dr. G.M. Verrijn Stuart (1935) te Scheendijk (Breukelen), rijksmonument;[22]
- Huis Hillebrand, Den Haag (1935);
- Woonhuis Smedes Den Dolder (1935-1936);
- Bioscoop Vreeburg, Utrecht (1936);
- Verbouwing winkel Metz & Co aan de Keizersgracht Amsterdam (1938);
- Woonhuis in Krimpen aan de Lek (1939), gemeentelijk monument;
- Woning met huisartspraktijk  'Woning van Ommeren'  te Elst (Utrecht) (1947-1949), gemeentelijk monument;[23]
- Vakantiehuisjes voor het personeel van de superphosfaatfabriek 'Albatros' en De Vries Robbé (1951);
- Laagbouwwoningen en gestapelde woningen in de kampenbuurt in Zuidwijk in Rotterdam (vanaf 1952);
- Rietveldpaviljoen (Venetië) (1953-1954), Nederlands paviljoen voor de Biënnale van Venetië, Giardini, Venetië;
- Beeldenpaviljoen voor het park Sonsbeek te Arnhem (1954; afgebroken, herbouwd in 1965 in Otterlo: Rietveld-paviljoen);
- Julianahal van de Koninklijke Nederlandse Jaarbeurs in Utrecht (1953-1956; in samenwerking met Ter Braak, Van den Berg, Van Grunsven en Prey);
- Abri Hof Bergeijk;
- Klok Hof Bergeijk;
- Woonhuis P. Slegers, Velp (1954);
- Textielfabriek Weverij de Ploeg in Bergeijk (1954-1958); beschermd als rijksmonument;
- Huis Visser, Bergeijk (1955-'56), later verbouwd door Aldo van Eyck, beschermd als rijksmonument;
- Dubbele villa Smedes te Bennekom (1955-1956);
- Woonhuizen te Bergeijk en Best (1956-1957);
- Huizenblokken te Hoograven en Tolsteeg, Utrecht (1956-1957);[24]
- Nederlands paviljoen voor de Wereldtentoonstelling te Brussel (1958);
- Kantoor van Schrale's Beton, Willemsvaart te Zwolle (1958);
- Woonhuis Van den Doel te Ilpendam (1958);
- De Rietveldschool te Badhoevedorp (1958);
- Tentoonstellingsgebouw Rietveldpaviljoen De Zonnehof te Amersfoort (1958-1959);
- Verzorgingshuis De Nudehof te Wageningen (1965; samen met Joan van Dillen en Johan van Tricht);
- Woonhuis R.R. Freeman, Voorschoten (1960);
- Zomerhuis Kramer te Cadzand-Bad (1960);
- Woning Verpaalen, Breda (1960-1964);
- Academiegebouw, Hogeschool voor beeldende Kunsten, Arnhem (1963);
- Van der Boechorststraat 26 voor De Vrije Gemeente (1963), voltooid door Johan van Tricht;
- Villa van Slobbe Heerlen (1962-1964);
- Campus Carillon, Universiteit Twente, Enschede (1964);[25]
- Woonhuis Kloosterman te Axel (1963-1964);
- Het studentensportcentrum te Eindhoven (SSCE) opgeleverd in 1965 (eveneens met Joan van Dillen en Johan van Tricht);
- De Hoeksteen, Uithoorn, Openbare bibliotheek sinds 1985, kerk Nederlands Hervormde Gemeente van 1965-1984, (1965; Johan van Tricht);
- Aula begraafplaats Wilgenhof, Hoofddorp (1966, samen met Joan van Dillen), 2002 herbouwd op de begraafplaats Meerterpen te Zwaanshoek;
- De Gerrit Rietveld Academie in Amsterdam (1967; samen met Joan van Dillen en Johan van Tricht);
- Scholengemeenschap (Rietveld Lyceum) te Doetinchem (1971);
- Het Van Gogh Museum in Amsterdam, geopend in 1973 (eveneens met Joan van Dillen en Johan van Tricht).

#### Fotogalerij architectuur

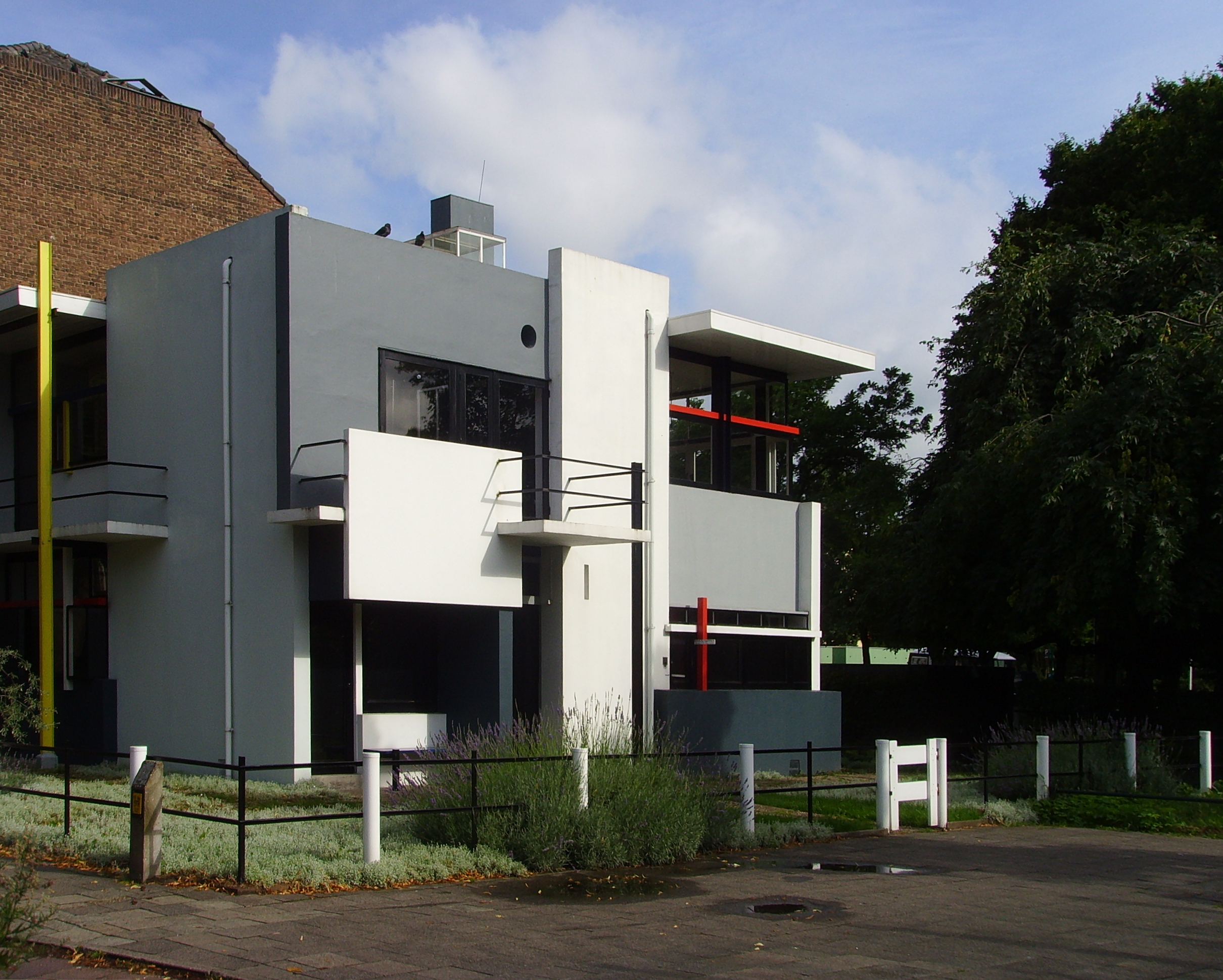
Rietveld Schröderhuis, Utrecht
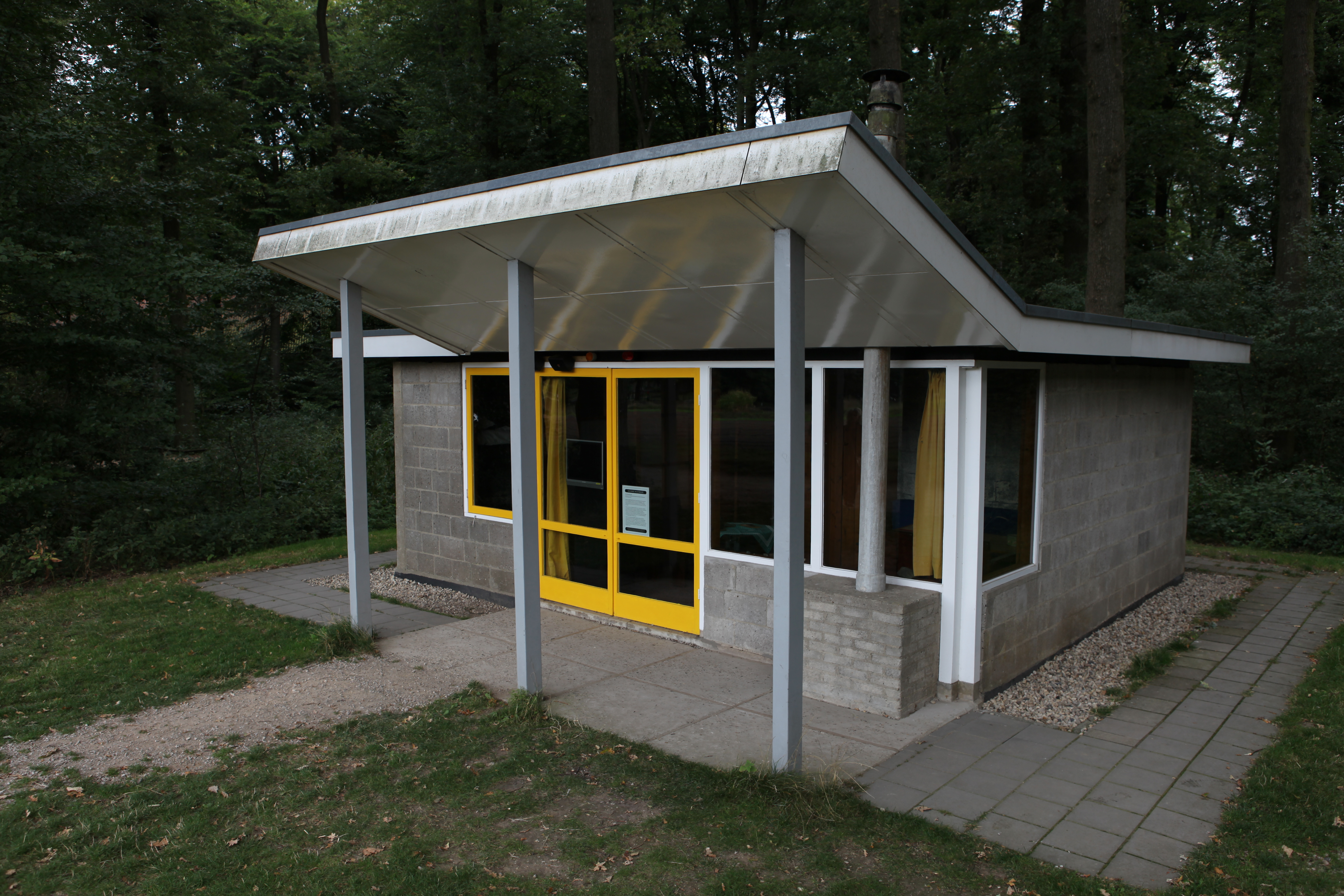
Vakantiehuisje Nederlands Openluchtmuseum, Arnhem
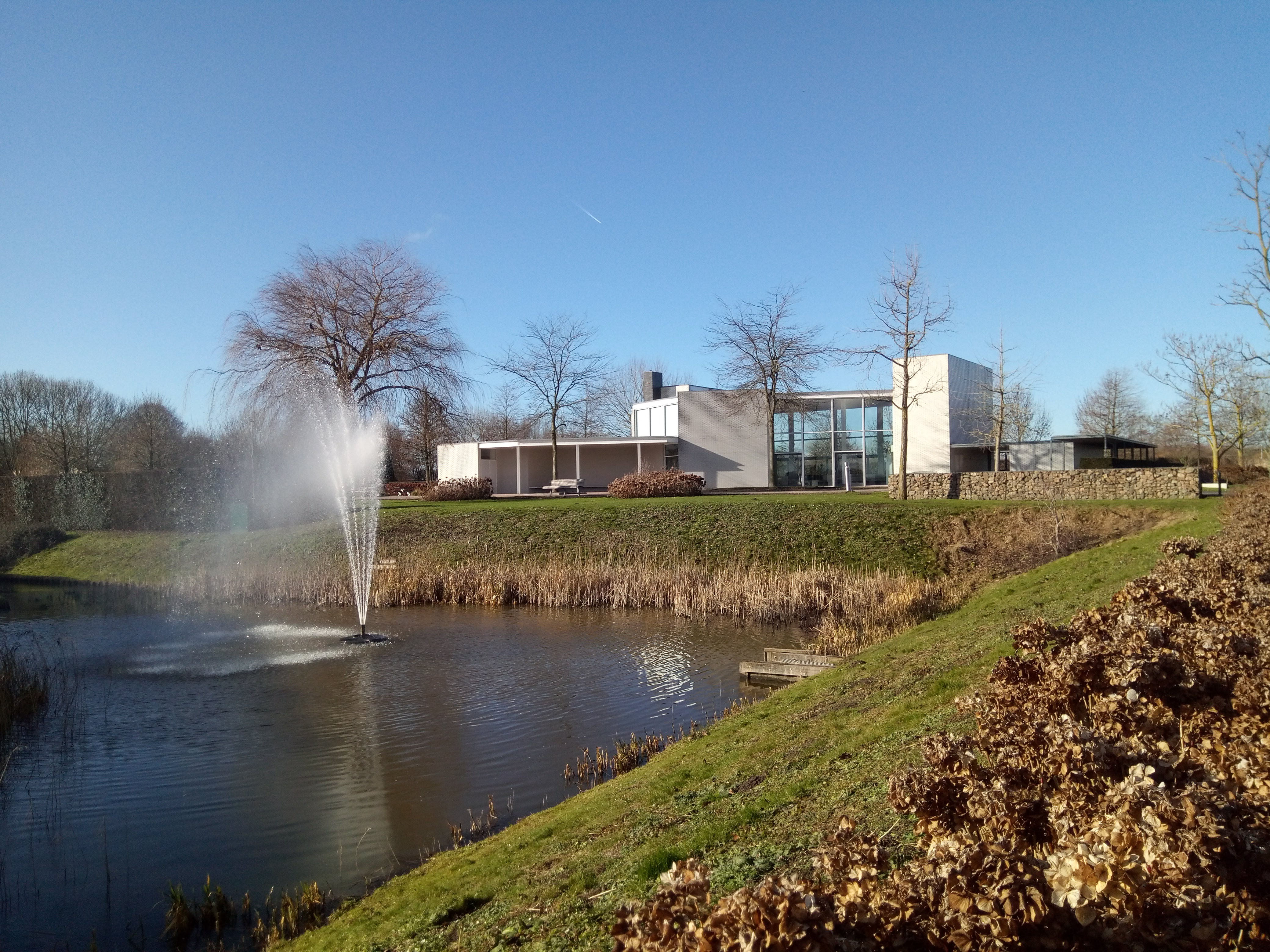
Aula van Rietveld, Hoofddorp
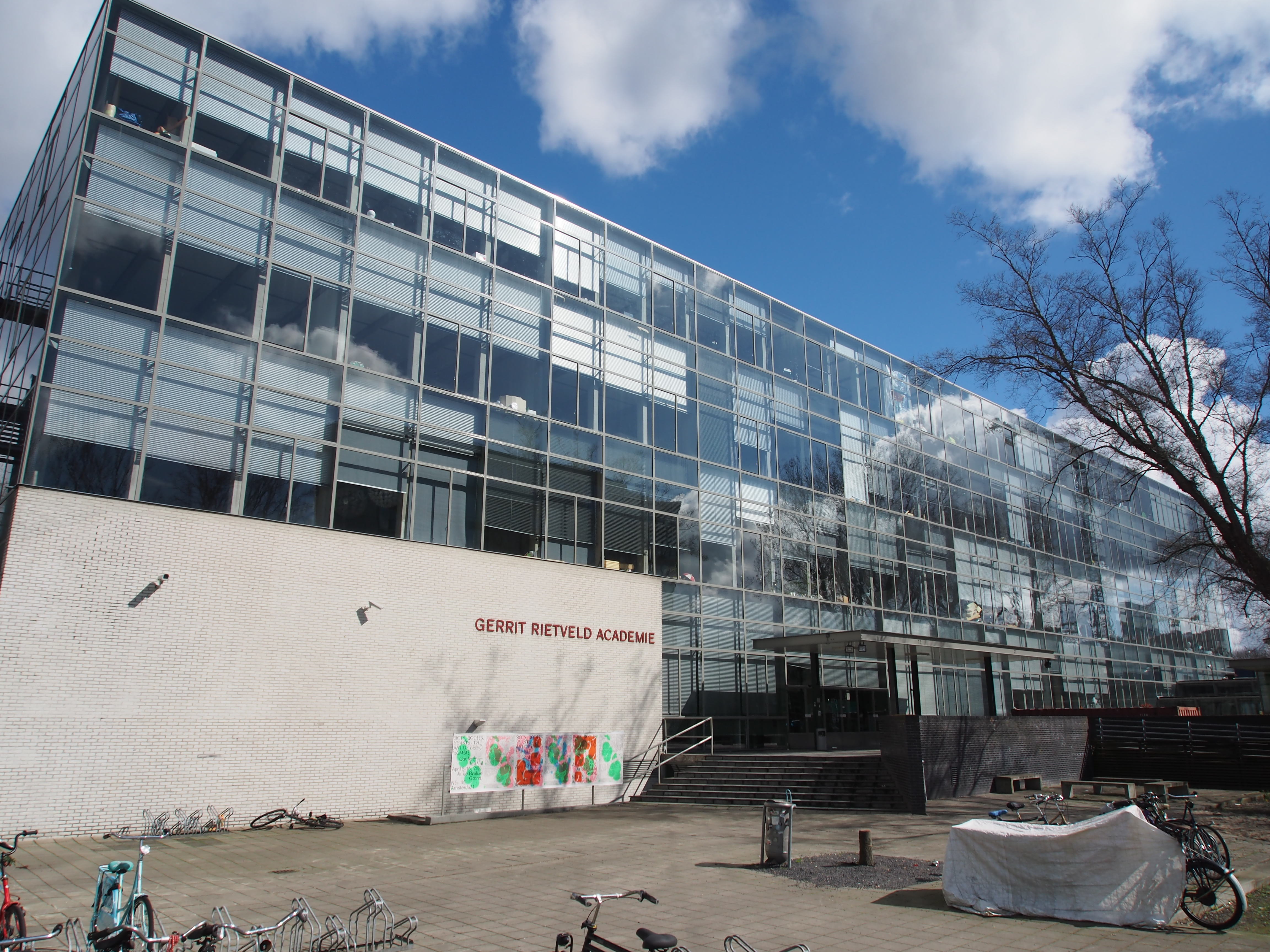
Gerrit Rietveld Academie, Amsterdam
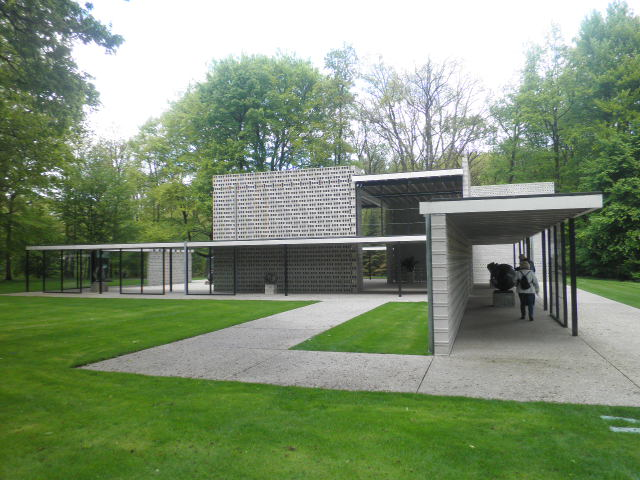
Rietveldpaviljoen – Kröller-Müller Museum, Otterloo
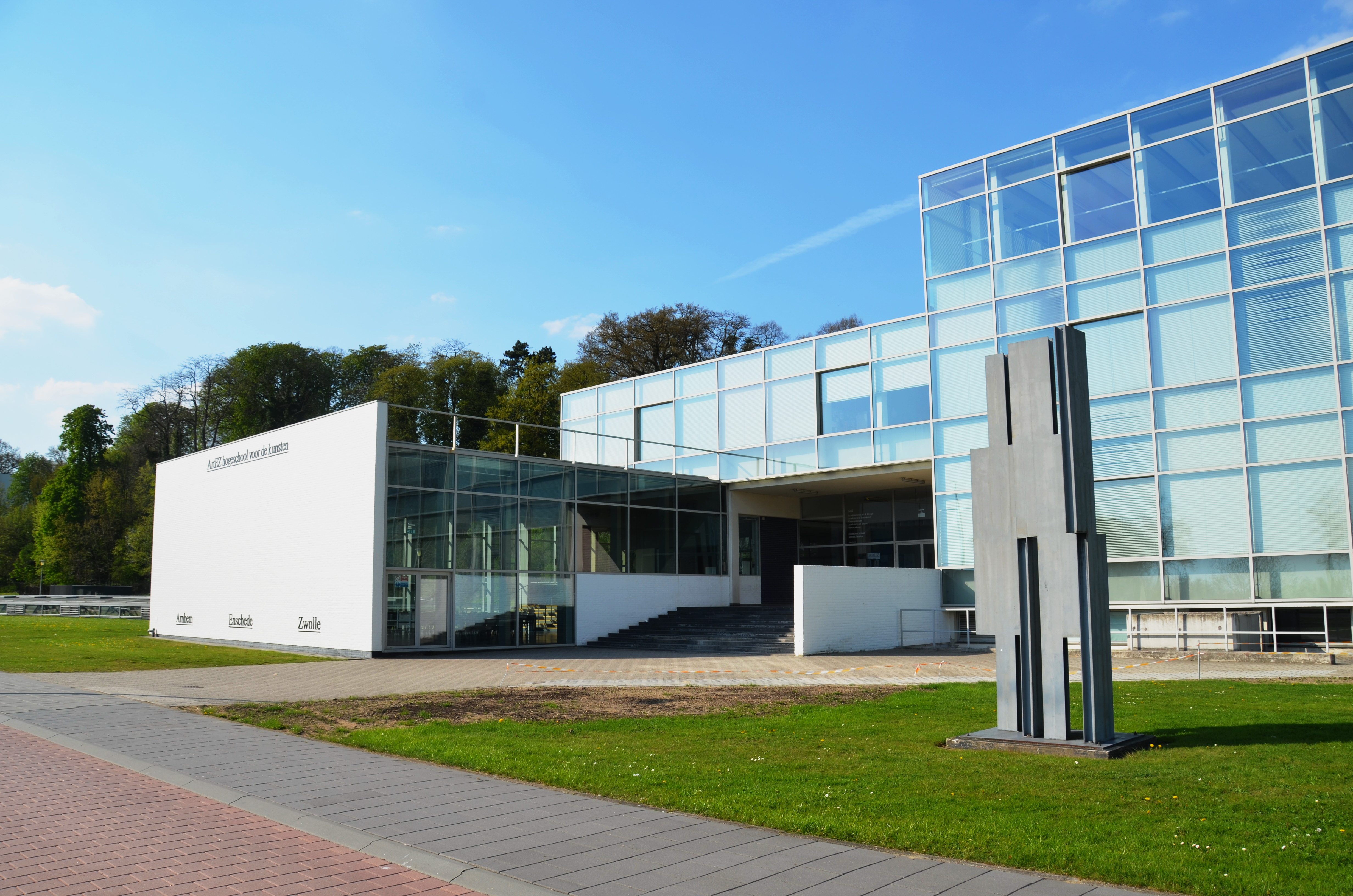
Hogeschool voor beeldende Kunsten, Arnhem
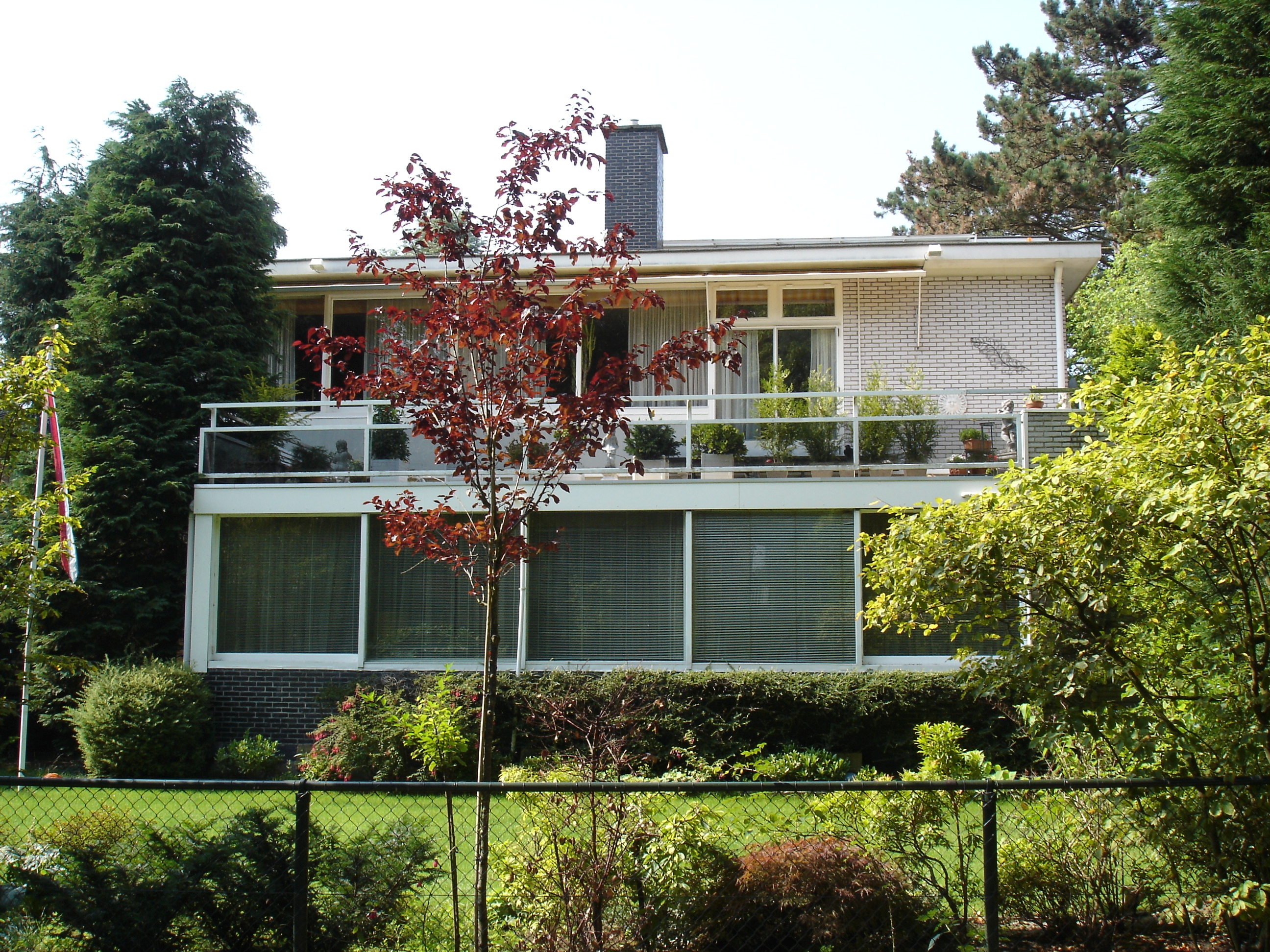
Ruychrocklaan 244, Den Haag Benoordenhout
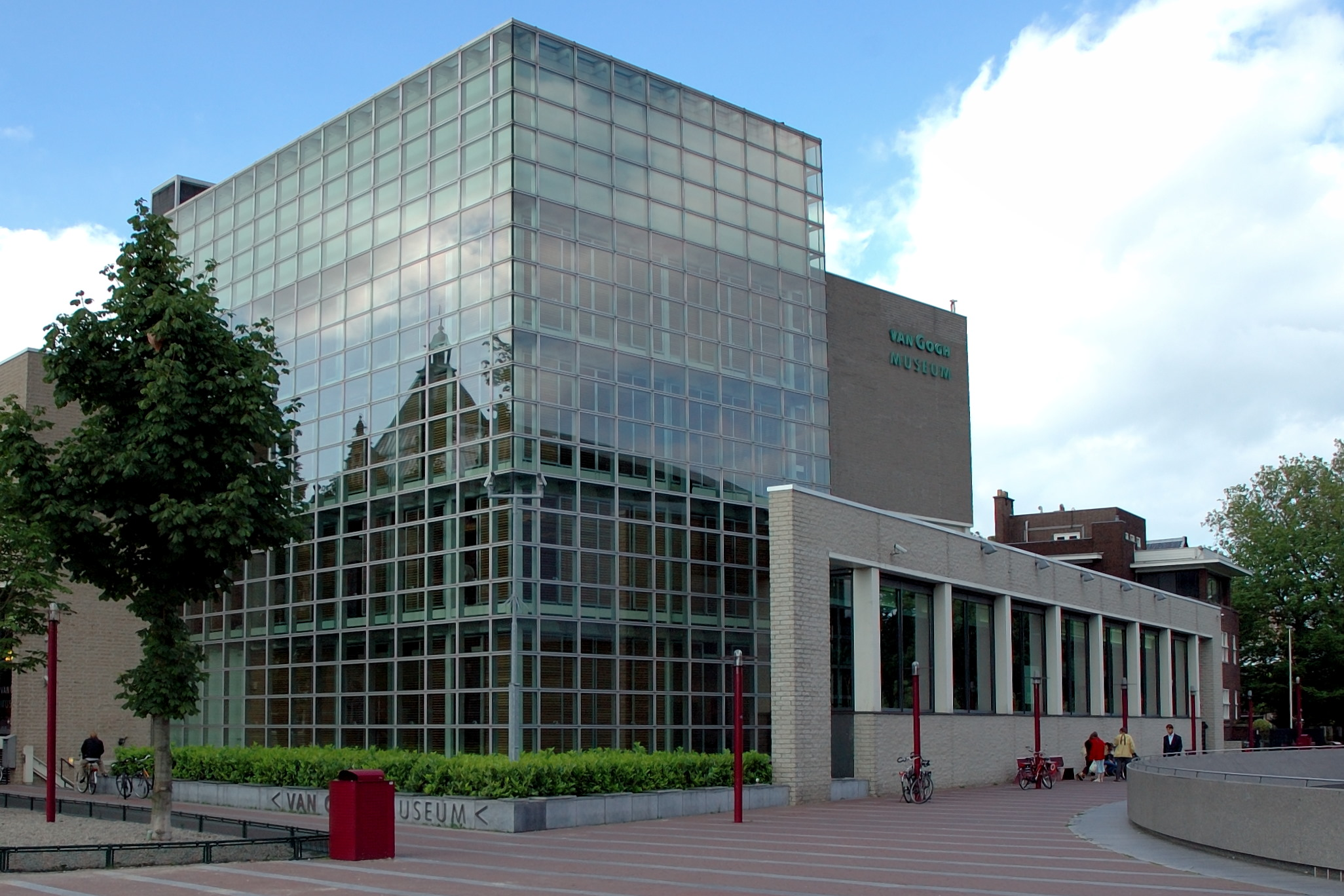
Van Gogh Museum, Amsterdam
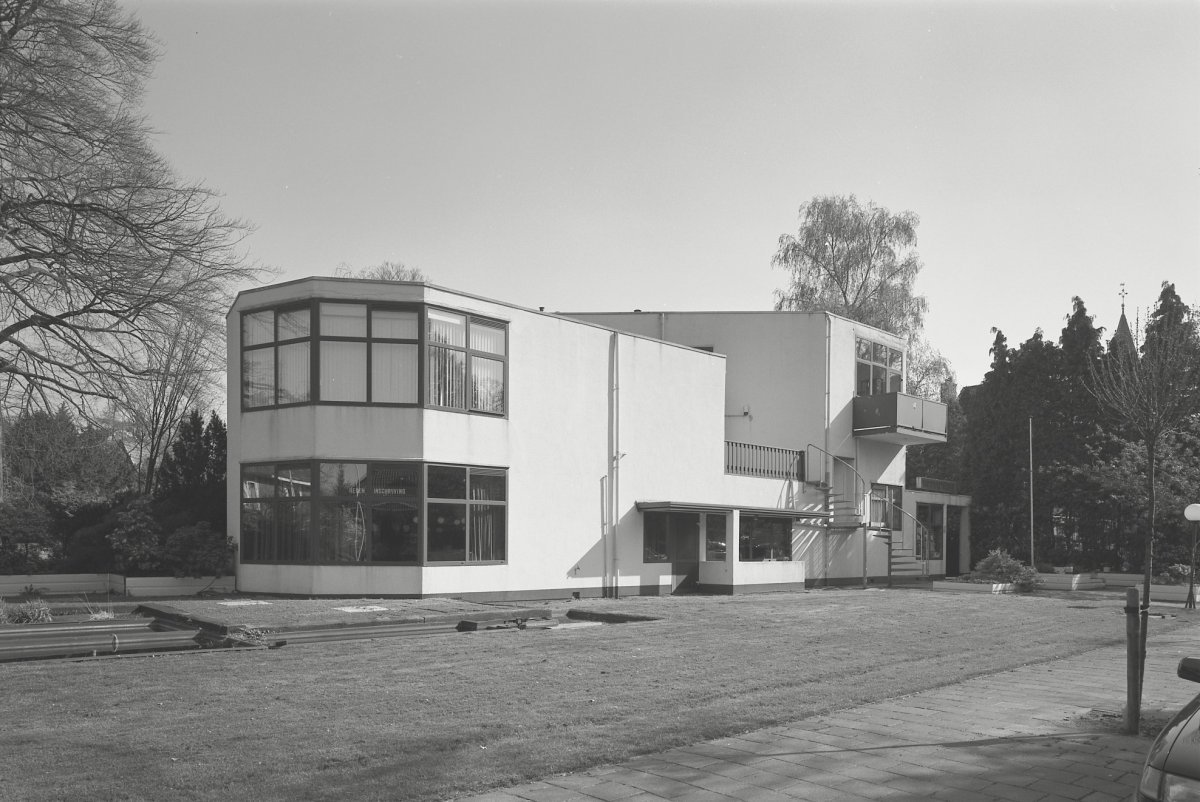
Muziekschool, Zeist
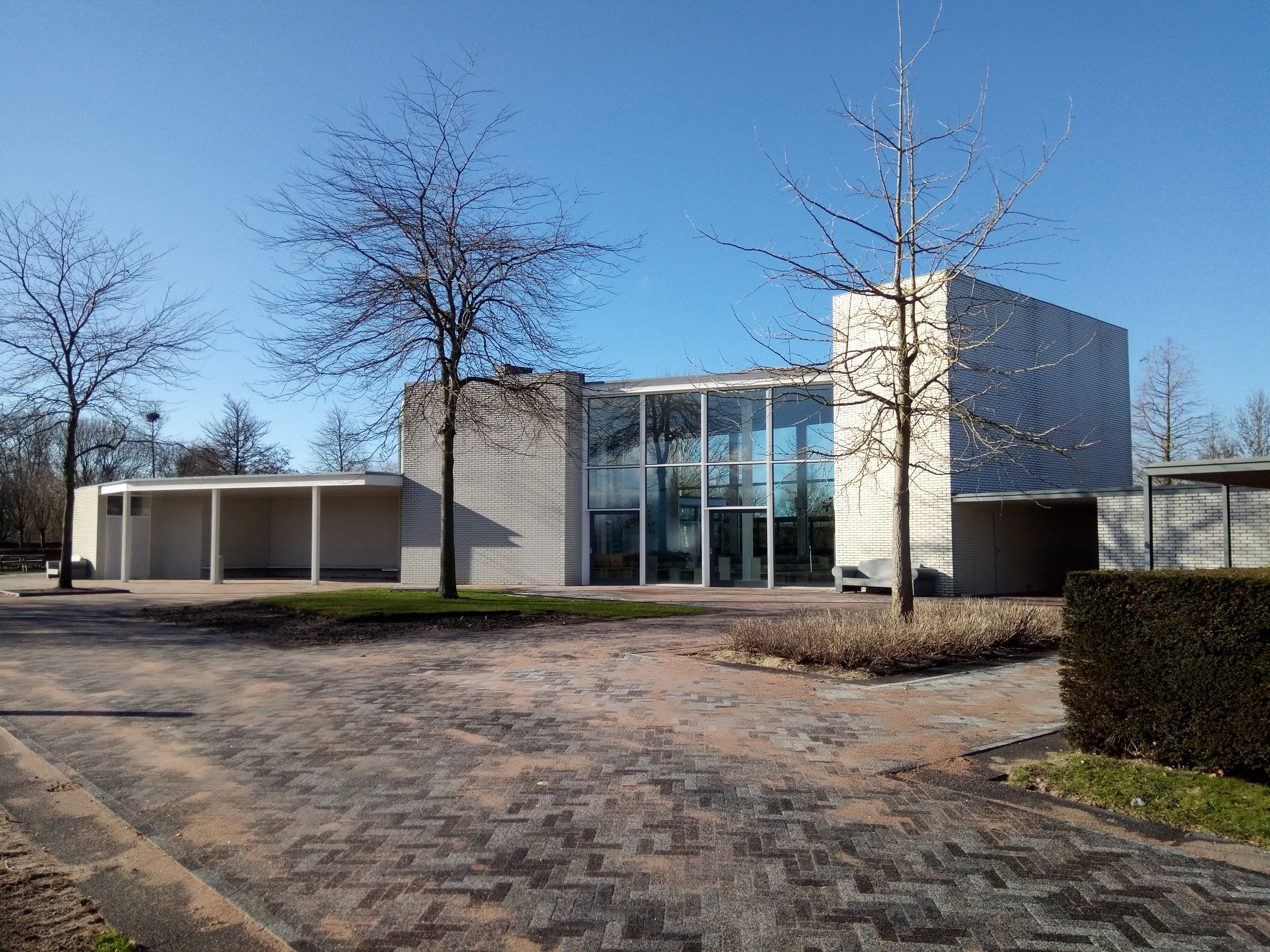
Aula, Zwaanshoek (oorspronkelijk Hoofddorp)

### Erkenning
In 1959 kreeg hij de Sikkensprijs, "Voor zijn gehele oeuvre in zoverre hij hierin heeft bijgedragen tot de verwezenlijking van de synthese tussen ruimte en kleur".